# Stephen Oswald
Stephen Scot Oswald (Seattle, 30 giugno 1951) è un ex astronauta statunitense. Ha partecipato alle missioni spaziali Shuttle STS-42, STS-56 e STS-67, due come pilota e una come comandante. 

## Biografia
Oswald si è formato presso la United States Naval Academy, dove si diploma nel 1973. Nell'anno successivo si abilita come aviatore di marina. Dal 1975 al 1977 si è imbarcato sulla USS Midway. L'anno successivo riprende la propria formazione presso la U.S. Naval Test Pilot School e, terminata la scuola, entra nel Naval Air Test Center.